# 太陽寺院

太陽寺院（たいようじいん、仏: Ordre du Temple Solaire、英: Order of the Solar Temple）は、ニューエイジの神秘主義と環境保護を主張するカルト教団。正式名称は太陽伝説国際騎士団。1994年10月にスイスとカナダで集団自殺したとされ、53人（うち子供16人）が遺体で発見された。教祖を含め信者は高学歴で社会的地位のある裕福な白人が多かったため、全世界に衝撃を与えた。

## 概要
もともと教祖のリュック・ジュレは、テンプル騎士団や神秘主義に影響を受けたフランスの宗教団体に所属していたが、1980年代なかばに少数の信者を引き連れてスイスに移り独立した。また、後にNo.2となる元実業家が率いる別のカルトも吸収して、信者に終末思想を説いた。そして裕福で教養のある人々を勧誘し、1986年にはカナダ・ケベック州に本拠地を移した。ここでも企業や小さな市や町で講演して信者を増やした。
しかし、1993年に銃の不法所持で強制捜査を受け、カナダを離れスイスに戻った。このころから財政問題の悪化が表面化しはじめ、この世の終わりを口にするようになった。幹部たちは1994年9月には決断していたらしい。
10月5日、スイス・フリブール州のシェリー村の農家で23人が銃殺された。遺体の半分はビニール袋をかぶっていた。ヴァレー州のグランジュ・シュル・サルヴァン村でも25人が薬物を投与され焼死した（このとき教祖とNo.2も死亡した）。おなじく遺体はビニール袋をかぶっていた。そしてカナダの山小屋で5人の死体が発見された。
その後、1995年12月23日にフランスのヴェルコールで信者16人（うち子供3人）が焼死体で発見された。1997年3月24日もカナダ・ケベックで信者5人が死体で発見されている。
死後にビデオが公開されたが、死ぬことを告白しているのに笑顔であったのが印象的で多くの議論を呼んだ。
自殺事件の真相は現在も闇の中である。